# Claus von Stauffenberg
Claus Philipp Maria Schenk Graf von Stauffenberg (Jettingen, Regne de Baviera, 1907 - Berlín, Alemanya, 1944) fou un aristòcrata alemany i membre de la Wehrmacht que dirigí el més famós complot contra la vida d'Adolf Hitler l'any 1944, l'anomenat Complot del 20 de juliol.

## Nissaga von Stauffenberg
Fill del matrimoni entre Alfred Schenk Graf von Stauffenberg i Caroline, de soltera Gräfin von Üxküll-Gyllenbrand, tercer i últim fill (llurs germans eren els bessons Berthold i Alexander). Els von Stauffenberg són una família aristocràtica, catòlica i suaba, que posseïa (i encara posseeix) diversos castells a Alemanya del Sud; entre d'altres, un a Lautlingen (Baden-Württemberg/Alemanya) (avui museu) on Claus i els seus germans passaven les seves vacances. La família von Stauffenberg entrà en la història l'any 1260 amb el noble Werner Schenk von Neuenzell.
Claus com tots els Stauffenberg que viuen avui, era de la branca Stauffenberg-Amerdingen. Entre els ancestrals de Claus per part de la seva mare s'hi comptava el comte August Neidhardt von Gneisenau, pròcer de l'exèrcit prussià, el qual cognom ostentava un dels vaixells de guerra més gran d'Alemanya durant la primera guerra mundial i després en la segona guerra mundial, el DKM Gneisenau.
El seu origen aristocràtic perdut en els segles i barrejat en la història d'Alemanya, la seva figura atlètica i plenament coincident amb els criteris aris i la seva facilitat a l'hora d'establir relacions socials feu que dirigents destacats del nacionalsocialisme com Albert Speer, el tinguessin en una alta consideració.
Educat en el si de les millors escoles i internats catòlics de Baviera i Baden, el jove Stauffenberg sentí una forta passió per la literatura. Pertanyia al cercle del poeta Stefan George i fou membre de la guàrdia d'honor en el seu funeral el desembre de 1933 a Locarno, Suïssa.
El novembre de 1933 s'havia casat a la ciutat de Bamberg amb la baronessa Nina von Lerchenfeld membre d'una família d'aristòcrates catòlics de Francònia i amb la qual va tenir cinc fills, la menor de les quals naixeria després de la mort de von Stauffenberg. Nina va ésser detinguda per la Gestapo, i es diu que amb tota seguretat, l'embaràs de Nina fou el que li salvà la vida i de les represàlies del Führer.

## Carrera militar

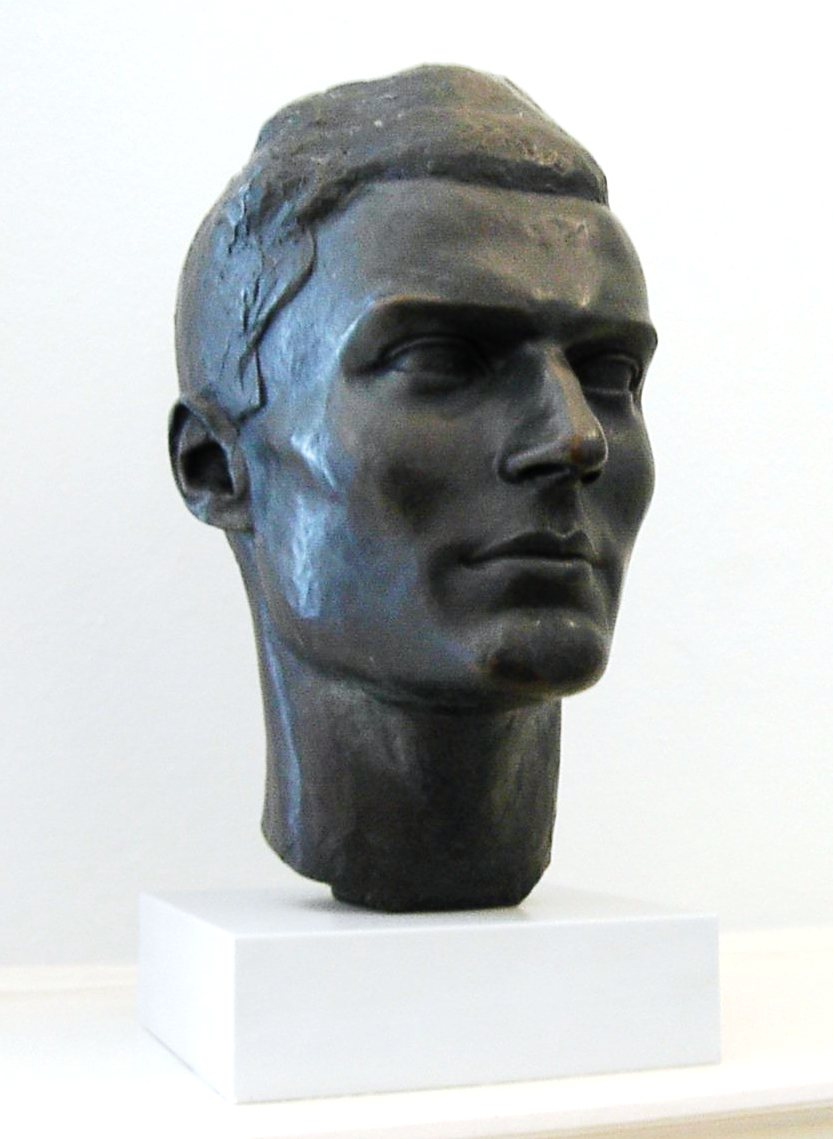
Bust del coronel von Stauffenberg

L'any 1926, a l'edat de dinou anys, decidí unir-se a l'exèrcit alemany, llavors anomenat Reichswehr. Malgrat que des de la seva posició social i militar no s'oposà a l'ascens del nacionalsocialisme, aviat, i sobretot a partir de 1938, començà a generar un sentiment d'animadversió en contra de la figura de Hitler i en contra del moviment nacionalsocialista alemany.
L'any 1938 assumí el càrrec de capità de la Wehrmarcht essent precisament en aquesta època quan entre en contacte de forma molt directa amb els moviments opositors al nacionalsocialisme. El seu oncle, el comte Nikolaus von Üxküll participà activament en l'intent de crear un moviment opositor entre diferents militars de càrrec d'origen prussià en contra d'Adolf Hitler.
Aviat però, Von Stauffenberg pren part de les primeres operacions militar, participà activament en l'ocupació militar de la regió dels Sudets l'any 1938. Posteriorment, com a capità de la Wehrmarcht formà part de l'exèrcit que ocupà Polònia l'any 1939 i França l'any 1940. És en aquests periples on observà el tracte que rebia la població civil, i molt especialment la jueva, de mans de l'exèrcit alemany. De fet la seva cunyada, la famosa aviadora Melitta Gräfin Schenk von Stauffenberg era d'ascendència jueva, i Claus tenia amistat amb molts intel·lectuals jueus.
El 31 de maig de 1940 és condecorat amb la Creu de Ferro de primera classe al mèrit militar pel mateix Adolf Hitler. En un moment en què Hitler observa amb molts bons ulls la participació activa i preponderant de membres de l'alta aristocràcia alemanya en l'exèrcit nacionalsocialista com una forma de legitimació històrica del seu rol.
El 1941 és enviat a l'URSS i concretament al front més meridionals que té com a objectiu l'ocupació de la ciutat de Stalingrad. Von Stauffenberg observa els abusos contra els civils i creu poc probable una victòria alemanya en la contesa militar. Dos anys després, el 1943 és traslladat al nord d'Àfrica al costat del general Rommel. És a l'Àfrica on perdé totalment l'ull esquerre com a conseqüència d'un bombardeig britànic.
Enviat a Alemanya, es recupera a Múnic de les ferides de guerra i, gràcies a la col·laboració de l'aristòcrata militar i conspirador Henning von Tresckow, és destinat a Berlín. Situat com a mà dreta del general Friedrich Olbricht, qui planejava un pla secret per eliminar físicament a Adolf Hitler.

## Operació Valkíria
Des de dos anys abans sostenia privadament la necessitat de desallotjar Hitler del poder i dissoldre el nazisme, però fou en la primavera de 1944 quan inspirà una conjura contra el Führer. Aprofitant una reunió d'alt nivell al quarter general de Hitler a Rastenburg (Prússia), Stauffenberg aconseguí d'infiltrar-se amb una maleta que contenia una bomba. La diposità sota la taula de reunions, i al·legant la rebuda d'una trucada, va absentar-se pocs instants abans de l'explosió. Com a resultat van morir 4 oficials, però Hitler només sofrí ferides lleus, ja que la pota de fusta de roure de la taula de reunions, el va protegir de l'ona expansiva.
Stauffenberg va pensar que no hi havia supervivents de l'explosió i volà a Berlín pensant en l'èxit de la seva acció, però en arribar a Berlín fou arrestat i executat juntament amb els altres participants en el complot. L'escriptor Ernest Jünger, amic dels Stauffenberg, el cita en les seves memòries, Radiacions, al·ludint al seu valor: «En els moments difícils sempre sorgeix un aristòcrata», fou el pensament de l'escriptor quan a París s'assabentà de l'atemptat.
Al principi, és a dir, just acabada la Segona Guerra Mundial i en consonància amb la propaganda nazi l'acció de Claus von Stauffenberg fou considerada un acte de traïció per la majoria de la població alemanya, però amb el transcurs del temps i l'intent d'atemptat situat en el seu context de la història, se li ha donat categoria d'heroi en la lluita per l'alliberació del criminal règim nazi, portant actualment el seu cognom l'antic carrer "Blender" de Berlín.